# Nadaleen River
Der Nadaleen River ist ein 120 km langer rechter Nebenfluss des Stewart River im kanadischen Yukon-Territorium.

## Flusslauf
Das Quellgebiet des Nadaleen River liegt in den Selwyn Mountains auf einer Höhe von 1700 m. Der Fluss strömt anfangs in westlicher Richtung, später in westsüdwestlicher Richtung durch das Bergland. Die Nadaleen Range erhebt sich nördlich des Flusslaufs. Die Mündung des Nadaleen River in den Stewart River liegt 15 km oberhalb der des Beaver River. Der Nadaleen River entwässert ein Areal von 1372 km². 

## Flussfauna
Im Fluss wurden Jungfische der Arktischen Äsche (Thymallus arcticus) nachgewiesen.